# Havsgamar
Havsgamar är en svensk dramafilm från 1916 i regi av Victor Sjöström. 

## Om filmen
Filmen premiärvisades 31 januari 1916 på biograf Cosmorama i Göteborg. Filmen spelades in vid Svenska Biografteaterns ateljé på Lidingö med exteriörer från Landsort och Lidingö av Henrik Jaenzon. Som förlaga har man Emilie Flygare-Carléns genombrottsroman Rosen på Tistelön som utgavs 1842

## Rollista (i urval)
- Richard Lund – löjtnant Ejvind Arnold, tullchef/Arvid Arnold, hans son
- Rasmus Rasmussen – Hornung, köpman
- Greta Almroth – Gabriele, hans dotter
- John Ekman – Birger, hans son
- Nils Elffors – Anton, hans yngre son
- Jenny Tschernichin-Larsson – Fru Arnold
- Thure Holm – länsman
- Erland Colliander – länsmansbiträdet